# آیلتون (بازیکن فوتبال، زاده ۱۹۸۰)
آیلتون دی اولیویرا مودیستو (به پرتغالی: Aílton de Oliveira Modesto) هافبک اهل برزیل است که در شهر برزیل و در تاریخ ۲۷ فوریهٔ ۱۹۸۰ به دنیا آمده‌است.
آیلتون دی اولیویرا مودیستو در تیم‌های فوتبال کاوازاکی فرونتال سابقهٔ حضور دارد.